# Got's My Own
Got’s My Own — сингл американського R&B гурту Destiny's Child. Композиція вперше вийшла на четвертому студійному альбомі Destiny Fulfilled у 2004 році. Виконавцями пісні були Бейонсе Жизель Ноулс, Келлі Роуленд, Тенітра Мішель Уільямс, Родні Джеркінс, Фред Джеркінс, ЛаШон Деніелс і Шон Гаррет.

## Список композицій
1. «Got’s My Own» — 3:59